# David Gettis
(en) Statistiques sur pro-football-reference
David Gettis (né le 27 août 1987 à Cherry Point) est un joueur américain de football américain. Il joue actuellement avec les Panthers de la Caroline.

## Enfance
Gettis joue dans l'équipe de football américain de la Dorsey High Schoo où il se distingue non pas au football mais en athlétisme où il remporte à deux reprises le titre de champion de Californie au 400 mètres avec un record de 45 minutes et 84 secondes.

## Carrière

### Université
Il entre à l'université Baylor où il joue avec l'équipe des Bears. Il s'inscrit pour le draft de la NFL de 2010.

### Professionnel
David est sélectionné au sixième tour du draft au 198e choix par les Panthers de la Caroline. Il est intégré pour la première fois dans l'équipe active lors du second match de la saison contre les Buccaneers de Tampa Bay. Il devient receveur titulaire et permet aux Panthers de remporter la victoire contre les 49ers de San Francisco lors du septième match de la saison régulière, en réceptionnant huit ballons, parcourant 125 yards et marquant deux touchdowns. Après ces performances, il est nommé pour le titre de rookie de l'année. Il marque l'histoire de la franchise de la Caroline en inscrivant un touchdown après avoir parcouru 88 yards grâce à une passe contre les Ravens de Baltimore lors du onzième match de la saison.
Il se blesse gravement lors de la pré-saison 2011 et est déclaré inapte pour le reste de l'année.